# Carlo Porta

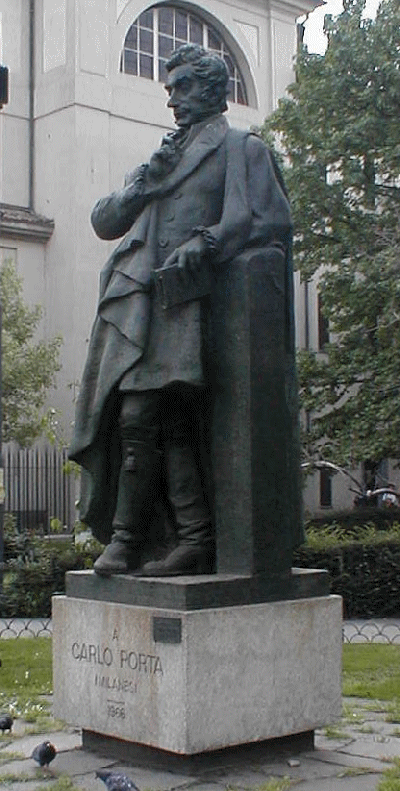
Estátua de Carlo Porta no "Verzee"

Carlo Porta (Milão, 15 de junho de 1775 - 5 de janeiro de 1821) foi um poeta italiano.

## Biografia

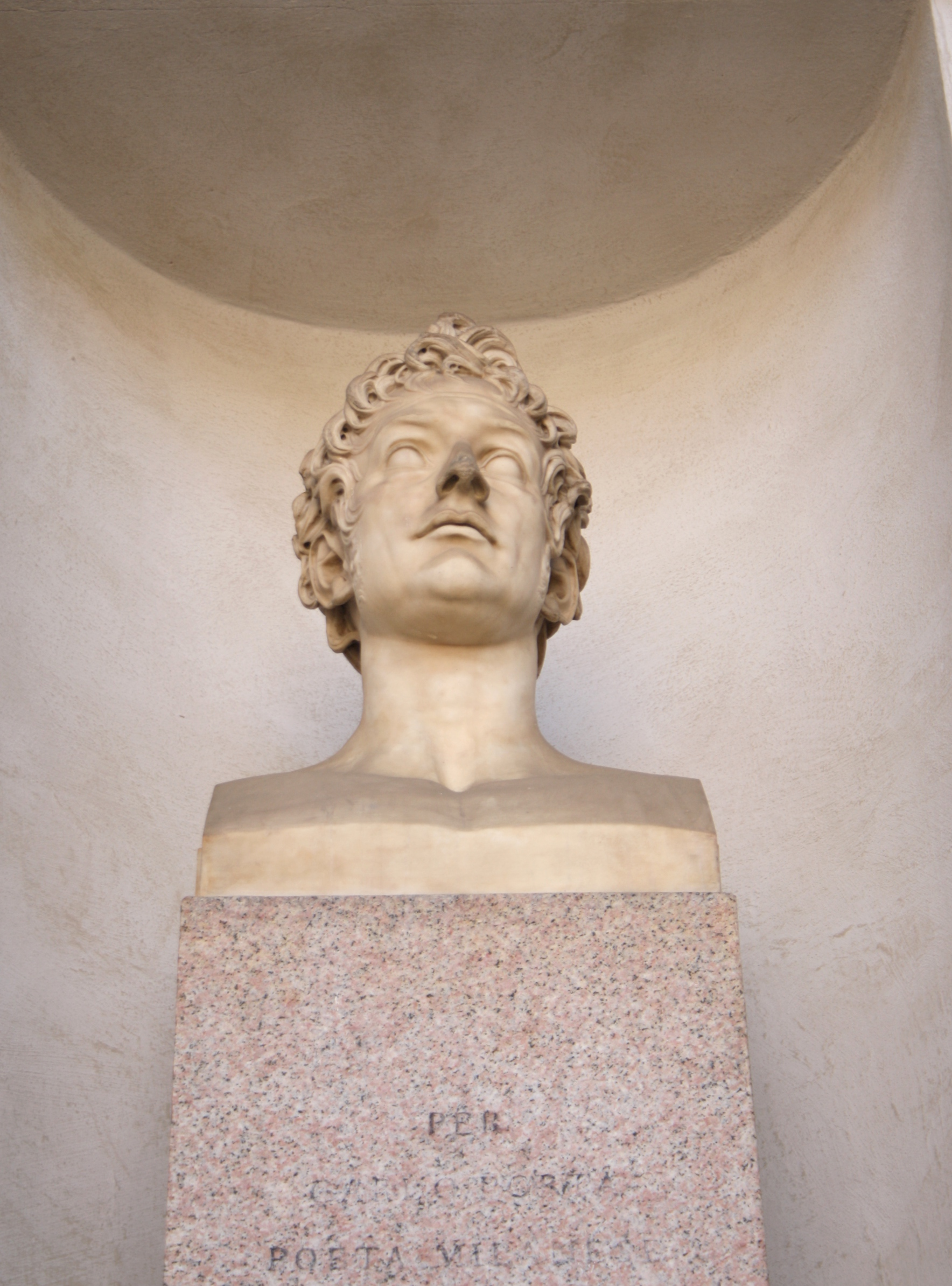
Busto de Carlo Porta

Filho de Giuseppe e Violante Gottieri, estudou em Monza até 1792 e depois no Seminário de Milão. Em 1796 a chegada dos franceses fez com que seu pai perdesse o emprego e Carlo foi trabalhar em Veneza, onde morava um irmão e onde permaneceu até 1799.
De 1804 até sua morte, Porta tinha um emprego como funcionário do estado que ele mantinha sob o regime francês e depois com os austríacos. Em 1806 ele se casou com Vincenza Prevosti.

## Obras
Porta começou a escrever poemas em 1790, embora poucos deles tenham sido publicados antes de 1810. Em 1804-1805, ele trabalhou em uma tradução milanesa da Divina Comédia, a qual ele, no entanto, deixou inacabada. Nesses anos, o grupo progressista que se formou em torno dele e se chamou de "Cameretta Portiana" incluiu Giuseppe Bossi, que pintou um retrato de grupo de quatro "Amici della Cameretta Portiana".
Em 1810, "Brindisi de Meneghin all'Ostaria" (escrito para o retorno de Napoleão em Milão) foi publicado. Este foi um dos muitos trabalhos de Porta com Meneghino (o personagem tradicional commedia dell'arte representando o Milan). Sua melhor temporada começou dois anos depois, com "Desgrazzi de Giovannin Bongee" ("Troubles of Johnny Bolgeri").
Suas obras podem ser divididas em três categorias: obras contra superstição e hipocrisia religiosa, descrições de personagens populares milaneses vívidos e obras políticas.
O primeiro inclui "Fraa Zenever" ("Irmão Juniper", 1813), "Em Miracol" ("Um Milagre", 1813), "Fraa Diodatt" ("Irmão Adeodato", 1814), "La mia povera nonna la gh'aveva" ("Minha vovozinha morta ...", 1810). Suas sátiras políticas eram principalmente sonetos, como "Paracar che scappee de Lombardia" ("Espantalhos literalmente marcos referenciados aos franceses que estão fugindo da Lombardia", 1814), "E daj con sto chez-nous , ma sanguanon  ("E continue com este 'chez-nous', mas com o céu ensanguentado ...", uma sátira sobre o francês, 1811), "Marcanagg i politegh secca ball" (1815, "Goddam ballbreaker políticos ")," Quand vedessev em pubblegh funzionari " " Quando eu ver um funcionário público ", 1812. Porta satirizou também a nova aristocracia milanesa, em "La nomina del cappellan" 1819, "A nomeação do capelão", fazendo uma paródia do episódio da "vergine cuccia" ("filhote de cachorro virgem"). "Il Giorno (Il Mezzogiorno)", de Giuseppe Parini (uma sátira em si).
Suas melhores obras são, provavelmente, as que retratam a vida popular milanesa, com as coleções "Olter desgrazzi de Giovannin Bongee" ("Outros problemas de Johnny Bolgeri", 1814), "El lament del Marchionn di gamb evt" ("The Lament of Melchior, o aleijado ", 1816) e que é geralmente considerado sua obra-prima," La Ninetta del Verzee "(" Little Nina, de Greens Market ", 1815), um monólogo / confissão significativa e dolorosa de uma prostituta. Em 1816, Porta juntou-se ao movimento literário Romântico (Sonettin col covon, Pequeno soneto, com um rabo grande), obviamente à sua maneira: na última estrofe, chamava a si mesmo de burro, o que significava o contrário. Mas veja o seguinte problema.

## Morte
Apenas quarenta e cinco anos e na plenitude de sua fama, Porta morreu em Milão em 5 de janeiro de 1821 por causa de um ataque de gota. Ele foi enterrado na Igreja de San Gregorio nos arredores do Portal Oriental, mas seu túmulo foi perdido.
Para sua memória, seu amigo Tommaso Grossi compôs em Milão a poesia "In morte di Carlo Porta".